# Le Catéchisme du Peuple
Pour les articles homonymes, voir Catéchisme (homonymie).
Le Catéchisme du Peuple est un ouvrage écrit par le socialiste borain et militant wallon Alfred Defuisseaux en 1886 dans le contexte de la lutte pour le suffrage universel.

## Contexte
Le tout nouveau Parti ouvrier belge, fondé en 1885, décide d’organiser à Bruxelles le 13 juin 1886 une manifestation nationale en faveur du suffrage universel. C’est afin de mobiliser les troupes qu’Alfred Defuisseaux rédige son Catéchisme du Peuple.

## Composition
L'ouvrage comporte seize pages et se décline en six leçons et une conclusion, sous forme de courts dialogues :
1. Leçon 1 - De la condition du Peuple et de son esclavage.
2. Leçon 2 - De la Constitution.
3. Leçon 3 - Libéral et catholique.
4. Leçon 4 - De l'impôt.
5. Leçon 5 - De la conscription et de l'armée.
6. Leçon 6 - Des salaires.
7. Leçon 7

La finale de l'ouvrage consiste en l'appel à manifester :
« 12. À quand le rendez-vous ?
R. Le jour de la Pentecôte tous les Borains seront à Bruxelles ; ils y arriveront à pied et y trouveront 25.000 Gantois, 20.000 Liégeois et Verviétois, 20.000 ouvriers du Centre et de Charleroy. Tous les ouvriers y seront réunis, le peuple entier y sera et le gouvernement nous donnera le suffrage universel aux cris de : Vive le peuple ! Vive la liberté ! »

## Diffusion
Le Catéchisme du Peuple a été diffusé à 300 000 exemplaires en quelques semaines et a eu une grande influence sur la lutte ouvrière.